# Río Guardal
El río Guardal es un río del sureste de España perteneciente a la cuenca hidrográfica del Guadalquivir que discurre íntegramente por la provincia de Granada.

## Curso
Discurre en dirección norte-sur a lo largo de unos 50 km a través de los términos municipales de Huéscar, Castilléjar y Benamaurel hasta su confluencia con el Guadiana Menor, ya en el límite con el término de Baza, poco después de dejar atrás la localidad de Benamaurel. En su curso se encuentra el embalse de San Clemente.

## Aspectos históricos
Existió un intento de canalizar sus aguas junto a las del río Castril a través del Canal de Murcia; un proyecto llevado a cabo durante el reinado del Rey Carlos III, cuyas obras se iniciaron en 1775. Se pretendía crear un canal navegable que llegara hasta el mar Menor y que regara las tierras de Murcia y Cartagena, aunque finalmente no se llegó a terminar. Permanece en pie una parte de la construcción, que está en proceso de ser declarada Bien de Interés Cultural.